# Trichoscelia banksi
Trichoscelia banksi är en insektsart som beskrevs av Günther Enderlein 1910. Trichoscelia banksi ingår i släktet Trichoscelia och familjen fångsländor. Inga underarter finns listade i Catalogue of Life.